# نسق اجتماعي
النسق الاجتماعي هو أية وحدة اجتماعية ضمن نظام اجتماعي تؤدي وظيفة ضمن شبكة معقدة يسعى أطرافها بوعي منهم أو بدونه إلى تحقيق التكافل والاستقرار في المجتمع.
- ومن التعريفات الأخرى للنسق تعريف ليفي حيث يعرفه بأنه: (أي نسق للسلوك الاجتماعي يتضمن جمعا من الأفراد المتفاعلين.).
- ويعرّفه راد كليف براون بأنه: (مجموعة معينة من الأفعال والتفاعلات بين الأشخاص الذين توجد بينهم صلات متبادلة. ويسمى البحث النظري في النسق أيضا بالنظرية الوظيفية.

## النظرية
تعتبر هذه النظرية من الإضافات التي قدمها تالكوت بارسونز لنمو وتطور النظرية البنيوية الوظيفية. إن نظرية النسق التي بلور معالمها تالكوت بارسونز تدرس الأنساق الثلاثة وهي الثقافة، والشخصية، والنظام الاجتماعي.
فنسق الثقافة يتكون من العلاقات المتداخلة للقيم والمعتقدات والرموز المشتركة، التي توجد في أي مجتمع. ونسق الشخصية وهو نسق الدوافع والمؤثرات والأفكار، وكلها تتصل بالفرد. والنسق الاجتماعي هو مجموعة الأدوار ذات العلاقة المتداخلة، تلك الأدوار التي تحدد أو تشخص بواسطة المعايير المشتركة (عرابي،2003: 191).
«إن التكامل الموضوعي بين الأنساق الثلاثة يعني بأن الثقافة لا يمكن فهمها إلا عن طريق الشخصية والنظام الاجتماعي، وأن النظام الاجتماعي لا يمكن فهمه بدون فهم ودراسة واستيعاب الثقافة والشخصية»(الحسن،2005: 53).

## الوظائف
يرى بارسونز بأن هناك ضرورات وظيفية للنظام الاجتماعي وهي:
- قابلية النظام على تكييف نفسه للأنظمة الأخرى وللبيئة الطبيعية التي يوجد فيها.
- تحقيق الأهداف الرئيسية للنظام.
- قابلية النظام على تحقيق الوحدة بين أعضائه.
- قدرته على المحافظة على الاستقرار والانسجام.

أما المتطلبات الوظيفية للنظام الاجتماعي فهي:
- تحقيق وتهيئة الظروف الأساسية التي تساعد النسق الاجتماعي على البقاء والاستمرار والتطور.
- وجود لغة مشتركة تساعد على التفاهم والاتصال بين الأفراد والجماعات.
- طريقة توزيع الأدوار الاجتماعية على أبناء المجتمع أو الجماعة.
- توزيع المكافآت والامتيازات والحقوق على الأفراد بطريقة تعتمد على طبيعة الواجبات التي يقومون بها.

## المنظرون البارزون

### أوغست كونت
أشار أوغست كونت «أبو الفلسفة الوضعية» إلى الحاجة لإبقاء المجتمع موحّدًا مع تناقص العديد من التقاليد، فكان أوّل من صاغ مصطلح علم الاجتماع. اقترح كونت أن علم الاجتماع هو نتاج لمراحل تطوّر ثلاث:
1. المرحلة اللاهوتية: اتّخذ الناس من بدايات التاريخ البشري حتى نهاية العصور الوسطى الأوروبية رؤية دينية أن المجتمع يعبّر عن إرادة الإله.[4] في الحالة اللاهوتية، بحث العقل البشري في الطبيعة الجوهرية للكائنات والأسباب الأولى والنهائية (الأصل والغاية) لجميع المؤثرات – في معرفة مطلقة مقتضبة- تفترض أنّ كل الظواهر تنتج بتوسط أفعال من قبل موجودات خارقة للطبيعة.[5]
2. المرحلة الماورائية: بدأ الناس ينظرون للمجتمع كنظام طبيعي من فعل موجودات خارقة. بدأ ذلك مع التنوير وأفكار هوبز ولوك وروسو. عكست تصورات المجتمع عيوب الطبيعة البشرية الأنانية فضلّا عن كمال الإله.[6]
3. المرحلة الوضعية أو العلمية: تصف المجتمع من خلال تطبيق المقاربات العلمية التي يعتمد على أعمال العلماء.[6]

### هربرت سبنسر

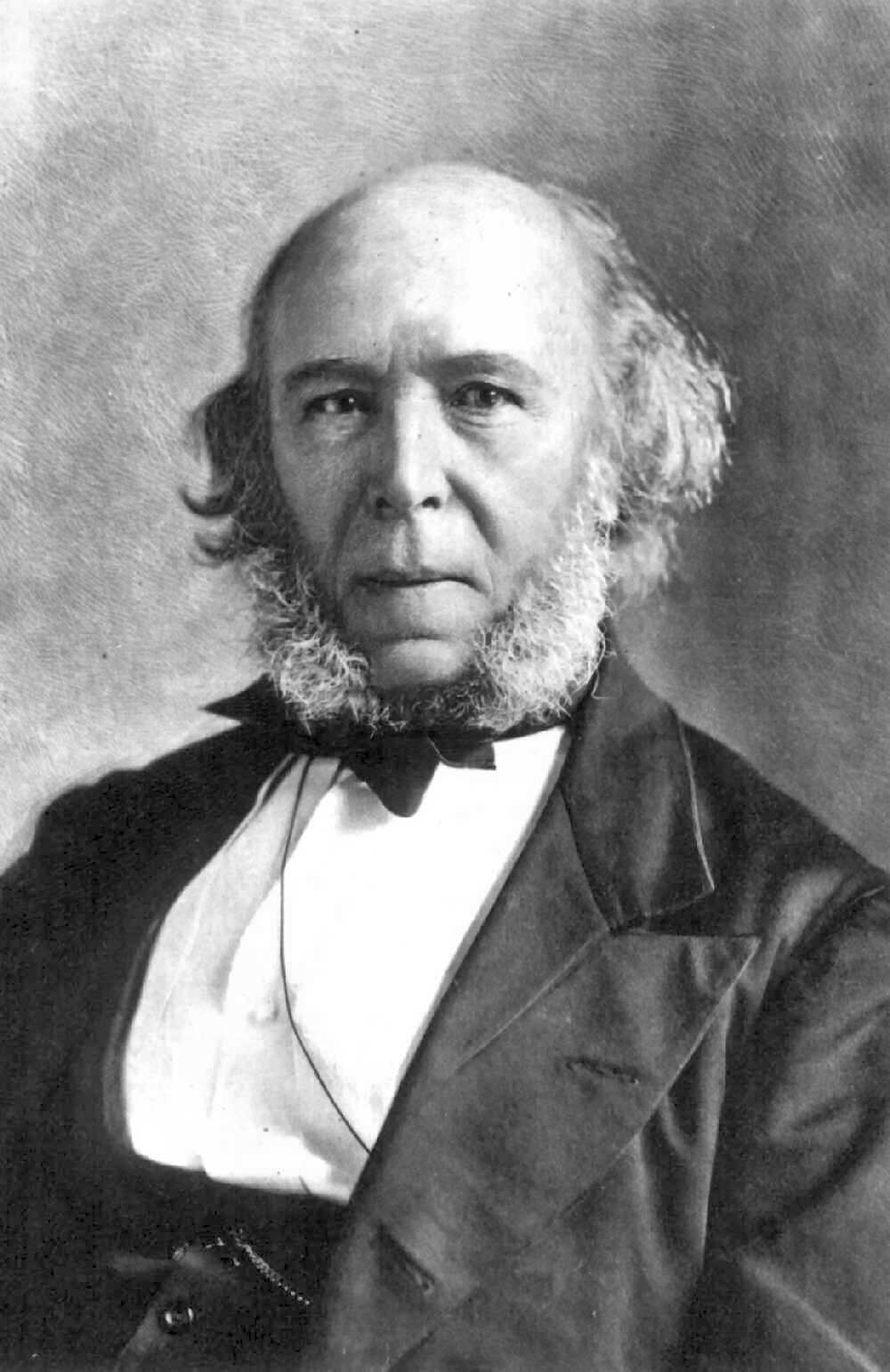
هربرت سبنسر

اشتهر الفيلسوف البريطاني هربرت سبنسر(1820-1903) بتطبيق نظرية الاصطفاء الطبيعي على المجتمع. كان أول منسّق اجتماعي حقيقي على أصعدة عدّة. في الحقيقة، بينما كان يعد دوركايم المنسق الأهم بين جميع المنظرين الوضعيين، كان من المعلوم أن معظم تحليلاته اقتطفت من قراءة أعمال سبنسر، وبشكل خاص «مبادئ علم الاجتماع» (1874-96) خاصته. في وصف المجتمع، يلمّح سبنسر إلى تشبيه الجسد البشري، فبمثل ما تعمل الوحدات البنائية فيه – الهيكل العظمي والعضلات والعديد من الأعضاء الداخلية- بشكل مستقلّ لتساعد في بقاء العضوية ككل على قيد الحياة، فإن البناء الاجتماعي يتكاتف بالعمل للحفاظ على المجتمع.
بينما قد تكون قراءة مجلّدات سبنسر العظيمة مملّة (مقاطع طويلة تفسّر تشابه البنية العضوية مع الإشارة إلى الخلايا والعضويات الدقيقة والحيوانات والبشر مع المجتمع)، فإن بعض الرؤى المهمة فيها قد ألهمت تمامًا العديد من المنظرين المعاصرين بمن فيهم تالكوت بارسونز في عمله الأول «بناء الفعل الاجتماعي» الذي نشر عام 1937. استخدم علم الإنسان الثقافي باتّساق علم النفس الوظيفي.
في الحقيقة، كان سبنسر من نواحٍ عدّة عالمًا اجتماعيًّا سياسيًّا، وأدرك أنّ درجة السلطة المركزية والموحّدة في نظام سياسي معين قد تحقّق أو تحطّم قدرته على التكيّف. بمعنى آخر، رأى سبنسر أنّ التوجّه العام نحو مركزة السلطة يؤدي إلى الركود ويضغط في نهاية المطاف إلى إبطال تمركزها.
بشكل أكثر دقّة، ميّز سبنسر ثلاثة احتياجات وظيفية أو متطلبات أساسية تنتج ضغوط على الانتقاء: فهي تنظيمية وعملية (إنتاج) وتوزيعية. كما جادل أن جميع المجتمعات بحاجة إلى حل قضاياها المتعلقة بالتحكّم والتنسيق وإنتاج السلع والخدمات والأفكار لإيجاد طرق لتوزيع هذه الموارد في نهاية المطاف.
في البداية، كانت هذه الاحتياجات الثلاثة غير قابلة للفصل في المجتمعات القبلية، وكان نظام القرابة هو البناء المهيمن الذي يحققها. وكما أشار العديد من الباحثين، فإن جميع المؤسسات تندرج تحت تنظيم القرابة، ولكن ومع تزايد تعداد السكّان (من حيث ازدياد الأعداد والكثافة)، تضخّمت القضايا أو المشاكل فيما يتعلّق بإطعام الأفراد، ما خلق أنماطًا جديدة من التنظيم –معنية بالتقسيم الناشئ للعمل- تنسّق وتسيطر على الوحدات الاجتماعية المتباينة العديدة، وتطوّر أنظمة لتوزيع الموارد.
كان الحل بنظر سبنسر يكمن في التفريق بين البنى لملء أدوار أكثر تخصّصًا، وعليه ظهر الرئيس أو «الرجل الكبير» وتبعه ظهور مجموعة من الملازمين، وفيما بعد ظهر الملوك والإداريون. تعمل الأجزاء البنيوية للمجتمع (على سبيل المثال العائلات، العمل) بشكل مترابط لمساعدة المجتمع على العمل. وبالتالي، تعمل البنى الاجتماعية معًا للحفاظ على المجتمع.
قد تكمن عقبة سبنسر العظمى والتي تم مناقشتها بشكل واسع في علم الاجتماع المعاصر في حقيقة أن معظم فلسفته الاجتماعية تتجذّر في السياق الاجتماعي والتاريخي لمصر القديمة. صاغ سبنسر مصطلح «البقاء للأصلح» في نقاش الحقيقة البسيطة أن القبائل أو المجتمعات الصغيرة تميل إلى الانهزام أو تُحتلّ من قبل المجتمعات الأكبر منها. بالطبع، لا يزال العديد من علماء الاجتماع يستخدمون أفكاره في تحليلاتهم، وبشكل خاص وفقًا لانبعاث نظرية التطور.

### تالكوت بارسونز
بدأ تالكوت بارسونز الكتابة في ثلاثينيات القرن العشرين وساهم في علم الاجتماع والعلوم السياسية وعلم الإنسان وعلم النفس. تلقّى النسق الاجتماعي وبارسنز الكثير من النقد، حيث أشار العديد من النقاد إلى عدم تأكيد بارسونز على الصراع السياسي والنقدي (المالي)، وأساسيات التغيير الاجتماعي، والسلوك الاستغلالي بشكل كبير وغير منظم بالصفات والمعايير. يبدو أن النسق الاجتماعي وقسط كبير من أعمال بارسونز غير كافية في تعريفاتها فيما يخصّ الروابط بين السلوك المؤسسي وغير المؤسسي من جهة والإجراءات التي يحدث بها إضفاء الطابع المؤسسي من جهة أخرى.

### ديفيس ومور
قدّم كلّ من كينغسلي ديفيز ويلبرت إي. مور عام 1945 حجّة للتدرّج الاجتماعي الطبقي بالاعتماد على فكرة «الضرورة الوظيفية» (المعروفة أيضًا باسم فرضية ديفيس-مور). فناقشا أن الوظائف الأصعب في أي مجتمع لها المدخول الأعلى بغية تحفيز الأفراد للقيام بالأدوار التي تندرج تحت تقسيم العمل على أتم وجه. وبالتالي تخدم عدم المساواة الاستقرار الاجتماعي.

### روبرت ميرتون
وضع روبرت ميرتون تحسينات مهمة في الفكر الوظيفي. وافق روبرت نظرية بارسونز من حيث المبدأ، وبالرغم من ذلك اعترف بإشكاليتها، معتقدًا أنها كانت أكثر تعميمًا. يميل ميرتون إلى التأكيد على نظرية المدى المتوسط عوضًا عن النظرية الكبرى أو العظمى ما يعني أنّه كان قادرًا على التعامل تحديدًا مع بعض القيود في نظرية بارسونز. اعتقد ميرتون أن أي بناء اجتماعي على الغالب لديه العديد من الوظائف، بعضها أكثر وضوحًا من غيرها.
عيّن ميرتون 3 محدّدات أساسية: الوحدة الوظيفية والوظائفية الكونية والجوهرية.

### ألموند وبويل
في سبعينات القرن العشرين، أدخل علماء السياسة غابرييل ألموند وبنغام بويل مقاربة وظائفية بنائية لمقارنة النظم السياسية، ذاكرين إنه من أجل فهم النظام السياسي، من الضروري ألا نفهم مؤسساته (أو بناه) فحسب، بل فهم مهامها أيضًا. كما أصرّوا أنه بغية فهم هذه المؤسسات بشكل صحيح يجب وضعها في سياق تاريخي ذو معنى حيوي.